# ロバート・ロドリゲス
ロバート・アンソニー・ロドリゲス（Robert Anthony Rodriguez、1968年6月20日 - ）は、メキシコ系アメリカ人の映画監督。アメリカ合衆国テキサス州サンアントニオ生まれ。主にアクション映画を得意とする。自らの出自同様ラテン系を中心としたキャスティング、短いカットを重ねたスピード感のある銃撃戦、作中に登場するギター型マシンガンなどの馬鹿馬鹿しい小道具が特徴。多くの役割を1人でこなしている。

## キャリア
1992年に、メキシコのホームビデオ市場向けに、製作費7,000ドルで『エル・マリアッチ』を製作。製作費の一部は、新薬の臨床実験のアルバイト料でまかなった。この作品はサンダンス映画祭で観客賞を受賞し、コロンビア・ピクチャーズにより全米配給された。暗殺者と間違われたギター歌手が、町の支配者に狙われて町中を逃げ回るという物語である。1995年に、続編『デスペラード』を1,000倍の予算で製作。前作で恋人を殺されたギター歌手が、銃器を詰め込んだギターケースを持って復讐する。増えた予算のほとんどは、火薬に消えていったという。この映画のヒットにより、アントニオ・バンデラスは一躍有名となり、その後もロドリゲスの映画にたびたび出演することとなる。2003年にはシリーズ3作目『レジェンド・オブ・メキシコ』を製作した。
2001年から2003年にかけて、子どもやファミリー向けに『スパイキッズ』三部作を製作した。007シリーズのような秘密道具を持った子どもスパイが活躍するアクション映画で、この作品で初めて全米興行収入1億ドルを達成した。2作目はレイ・ハリーハウゼンを意識した特撮を駆使して、骸骨戦士と子どもたちの戦いや、怪物同士の戦いを描いた。3作目は、青と赤のセロファンを貼ったメガネで見る立体映画として作られている。
『シン・シティ』の製作にあたり、原作者フランク・ミラーを共同監督としてクレジットしようとしたが、アメリカ監督組合 (DGA) が「1作品に『監督』としてクレジットされる者は1人に限る」とのルールを理由に許可しなかったので、ロドリゲスは映画化が決まっていた『火星のプリンセス』の監督内定を返上し、一時的にDGAを脱退した。
ロドリゲスがサンダンス映画祭観客賞を受賞する前年に映画祭で注目を集めたクエンティン・タランティーノとは、互いを「ブラザー」と呼ぶ仲で、タランティーノが『デスペラード』に脇役で出演し、ロドリゲスが『キル・ビル Vol.2』で音楽を担当したほか、『フォー・ルームス』、『フロム・ダスク・ティル・ドーン』をともに作るなど、お互いの作品に参加している。『デスペラード』の続編を作って三部作にするようにロドリゲスに言ったのもタランティーノである。
ホラー映画、特にゾンビ物のファンでもあり、1999年に『パラサイト』のプロモーションで来日した折、映画雑誌『映画秘宝』1999年9月号の企画で北村龍平と対談した時も、最後はゾンビ映画の話題で盛り上がった。一番好きなゾンビ映画はジョージ・A・ロメロ監督の『ゾンビ』と語っている。
テキサス州オースティンに、自身の製作会社「トラブルメーカースタジオ」を構えており、『スパイキッズ』以降の監督作は、全てトラブルメーカースタジオ名義となっている。1階は撮影スタジオ、2階はVFXスタジオになっており、『シン・シティ』のグリーンバックは本スタジオにて撮影、合成されている。

## 私生活
学生時代に知り合い、「トラブルメーカースタジオ」を共に設立したエリザベス・アヴェランとは、2006年に離婚するまで16年にわたって夫婦であり、間には5人の子がある。『スパイキッズ』シリーズや『マチェーテ』シリーズなどに出演しているダニー・トレホは従兄弟である。2007年10月、自身の監督映画『プラネット・テラー in グラインドハウス』の主演を務めたローズ・マッゴーワンと婚約したが、2009年10月に解消した。マッゴーワン主演で『バーバレラ』のリメイクを製作する予定があったが、製作中止となった。

## フィルモグラフィー

### 映画
| 年   | 題名                                                                            | 役割                               | 備考                                            |
| ---- | ------------------------------------------------------------------------------- | ---------------------------------- | ----------------------------------------------- |
| 1992 | エル・マリアッチ El Mariachi                                                    | 監督・脚本・原案・撮影・製作       |                                                 |
| 1994 | ロードレーサーズ Roadracers                                                     | 監督・脚本                         | テレビ映画                                      |
| 1995 | デスペラード Desperado                                                          | 監督・脚本・製作                   |                                                 |
| 1995 | フォー・ルームス Four Rooms                                                     | 監督・脚本                         | オムニバス作品 第3話「ROOM 309 かわいい無法者」 |
| 1996 | フロム・ダスク・ティル・ドーン From Dusk Till Dawn                              | 監督・編集・製作総指揮             |                                                 |
| 1998 | パラサイト The Faculty                                                          | 監督・編集                         |                                                 |
| 2001 | スパイキッズ Spy Kids                                                           | 監督・脚本・音楽・製作             |                                                 |
| 2002 | スパイキッズ2 失われた夢の島 Spy Kids 2: The Island of Lost Dreams              | 監督・脚本・音楽・撮影・編集・製作 |                                                 |
| 2003 | スパイキッズ3-D:ゲームオーバー Spy Kids 3-D: Game Over                          | 監督・脚本・音楽・撮影・編集・製作 |                                                 |
| 2003 | レジェンド・オブ・メキシコ/デスペラード Once Upon a Time in Mexico              | 監督・脚本・音楽・撮影・編集・製作 |                                                 |
| 2005 | シン・シティ Sin City                                                           | 監督・脚本・音楽・撮影・編集・製作 |                                                 |
| 2005 | シャークボーイ&マグマガール 3-D The Adventures of Shark Boy & Lava Girl in 3-D  | 監督・脚本・音楽・撮影・編集       |                                                 |
| 2007 | グラインドハウス Grindhouse                                                     | 監督・脚本・撮影・編集・製作       |                                                 |
| 2007 | プラネット・テラー in グラインドハウス Planet Terror                            | 監督・脚本・撮影・編集・製作       |                                                 |
| 2007 | デス・プルーフ in グラインドハウス Death Proof                                  | 製作                               |                                                 |
| 2009 | ショーツ 魔法の石大作戦 Shorts                                                  | 監督・脚本・音楽・撮影・編集・製作 |                                                 |
| 2010 | プレデターズ Predators                                                          | 製作                               |                                                 |
| 2010 | マチェーテ Machete                                                              | 監督・脚本・製作                   |                                                 |
| 2011 | スパイキッズ4D:ワールドタイム・ミッション Spy Kids 4: All the Time in the World | 監督・脚本・音楽・撮影・製作       |                                                 |
| 2014 | マチェーテ・キルズ Machete Kills                                                | 監督・脚本・製作                   |                                                 |
| 2014 | シン・シティ 復讐の女神 Sin City: A Dame to Kill For                            | 監督・脚本・製作                   |                                                 |
| 2018 | アリータ: バトル・エンジェル Alita: Battle Angel                                | 監督                               |                                                 |
| 2019 | アグリードール UglyDolls                                                        | 原案                               |                                                 |
| 2020 | ヒーローキッズ We Can Be Heroes                                                 | 監督・製作・脚本                   |                                                 |
| 2023 | ドミノ Hypnotic                                                                 | 監督・製作・脚本                   |                                                 |
| 2115 | 100イヤーズ（原題） 100 Years                                                   | 監督                               | 2015年製作                                      |

### テレビシリーズ
| 年        | 題名                                                       | 役割             | 備考                    |
| --------- | ---------------------------------------------------------- | ---------------- | ----------------------- |
| 2020      | マンダロリアン The Mandalorian                             | 監督             | Disney+オリジナルドラマ |
| 2021-2022 | ボバ・フェット/The Book of Boba Fett The Book of Boba Fett | 監督・製作総指揮 | Disney+オリジナルドラマ |

### MV
| 年   | アーティスト                       | 曲名                            |
| ---- | ---------------------------------- | ------------------------------- |
| 2010 | ボブ・シュナイダー                 | 40 Dogs (Like Romeo and Juliet) |
| 2015 | デミ・ロヴァート                   | Confident                       |
| 2020 | レディー・ガガ、アリアナ・グランデ | Rain On Me                      |
| 2022 | ヘイリー・ラインハート             | Off the Ground                  |
| 2025 | マンモスWVH                        | The End                         |

## 関連書籍
- ロバート・ロドリゲス著 『ロバート・ロドリゲスのハリウッド頂上作戦』とちぎあきら訳、新宿書房、1999年、ISBN 4-88008-255-4